# Josef Černota
Josef Černota (1. srpna 1916 Břeclav – 22. října 2001 Břeclav) byl československý voják a příslušník výsadku Wolfram.

## Mládí
Narodil se 1. srpna 1916 v Břeclavi. Otec Josef byl dělník u ČSD, matka Josefa, rozená Pokorná byla v domácnosti. Měl dva sourozence.
Obecnou a měšťanskou školu absolvoval v Břeclavi, kde se také vyučil na krejčího a zároveň vystudoval odbornou školu. V této profesi potom pracoval u různých firem v Břeclavi a Hodoníně. 1. dubna 1936 se podrobil odvodu, ale pro tělesnou nezpůsobilost (nedostatečná výška) nebyl odveden. Rok pracoval v Otrokovicích u firmy Baťa, poté byl již odveden, ale dostal dvouletý odklad. V Břeclavi poté pracoval jako krejčí, v Uherském Hradišti potom na stavbě Baťova kanálu.
Znovu odveden (tentokrát do německé armády) byl 9. června 1939. Krátce nato se dostal do rvačky s německými odvedenci a proto 12. června 1939 přešel hranice do Polska.

## V exilu
Nejprve se prezentoval do československé zahraniční armády a po připlutí do Francie podepsal závazek do Cizinecké legie. Po vypuknutí války byl 2. října 1939 prezentován do československé zahraniční armády a zařazen k 2. pěšímu pluku. Na jaře 1940 absolvoval poddůstojnickou školu a v hodnosti svobodníka se účastnil bojů na frontě. Po pádu Francie byl evakuován do Anglie.
V Anglii byl zařazen k 2. pěšímu pluku a do 28. října 1942 postupně povýšen na rotného. Na podzim 1942 byl vytipován do výcviku pro plnění zvláštních úkolů. Absolvoval základní sabotážní kurz a parakurz. Na jaře 1943 se vrátil zpět k útvaru. Zde byl přeškolen na tankistu. V květnu 1944 byl na návrh Josefa Otiska zařazen do výsadku Wolfram. V rámci skupiny prodělal od 15. května do 10. června 1944 základní výcvik a opakovací parakurz. 11. června 1944 byl odeslán do Itálie.

## Nasazení
Vysazen byl 14. září 1944 po půlnoci spolu s ostatními v prostoru Nytrové. Celá skupina se sešla až 24. září. Spolu s ostatními se skrýval nejprve u Řezníčkových rodičů v Kunčicích pod Ondřejníkem a poté u bratra Josefa Otiska. Podílel se na odbojové činnosti, při příchodu Rudé armády byl krátce zadržen NKVD.

## Po válce
Po přihlášení se na MNO byl přidělen k II. oddělení hlavního štábu. Do poloviny roku 1947 vyučoval na Vojenské akademii v Hranicích bojovou zdatnost a boj zblízka. V roce 1946 byl povýšen na nadporučíka a také se oženil. Manželka krátce nato zemřela a manželství zůstalo bezdětné. Od září 1947 sloužil jako velitel výcvikové a úderné roty v Zákupech u nově vytvořeného 71. výsadkového praporu a v tom samém roce byl povýšen na kapitána pěchoty. V roce 1948 byl povýšen na štábního kapitána. V říjnu 1950 byl bez udání důvodu z armády propuštěn. V dalších letech pracoval v manuálních povoláních, později vystudoval stavební průmyslovku a pracoval v Břeclavi u podniku Povodí Moravy. V roce 1965 byl povýšen na majora výsadkových vojsk. V roce 1990 byl povýšen do hodnosti plukovníka pěchoty. Na sklonku života se oženil, manželkou se mu stala sestra Františka Kobzíka.

## Vyznamenání
- 1940 –  Československý válečný kříž 1939
- 1944 –  Pamětní medaile československé armády v zahraničí se štítky Francie a Velká Británie
- 1944 –  Československá medaile za zásluhy II. stupně
- 1945 –  Československý válečný kříž 1939
- 1945 –  Československá medaile Za chrabrost před nepřítelem
- 1945 –  Československá medaile za zásluhy I. stupně